# Gambito letón
|       |       |       |       |       |       |       |       |       |  |
|       | a8 rd | b8 nd | c8 bd | d8 qd | e8 kd | f8 bd | g8 nd | h8 rd |  |
| a7 pd | b7 pd | c7 pd | d7 pd | e7    | f7    | g7 pd | h7 pd |       |  |
| a6    | b6    | c6    | d6    | e6    | f6    | g6    | h6    |       |  |
| a5    | b5    | c5    | d5    | e5 pd | f5 pd | g5    | h5    |       |  |
| a4    | b4    | c4    | d4    | e4 pl | f4    | g4    | h4    |       |  |
| a3    | b3    | c3    | d3    | e3    | f3 nl | g3    | h3    |       |  |
| a2 pl | b2 pl | c2 pl | d2 pl | e2    | f2 pl | g2 pl | h2 pl |       |  |
| a1 rl | b1 nl | c1 bl | d1 ql | e1 kl | f1 bl | g1    | h1 rl |       |  |
|       |       |       |       |       |       |       |       |       |  |

El Gambito letón (ECO C40) es una forma de plantear la apertura. La idea es entregar un peón del flanco por un peón central y atacar el centro. Si se acepta, el blanco tiende a quedar inferior, y si no se acepta es el negro el que tiene la oportunidad de tomar. Hay que tener cuidado con este gambito, porque tras Ac4 el enroque corto se hace casi imposible, y también hay que tener cuidado con los jaques de dama en h5. Lo mejor es enrocarse largo y lanzar un ataque en el ala de rey. 
El movimiento se caracteriza por el ofrecimiento del peón de f5 al adversario. Las blancas como norma general no aceptan este peón. El gambito letón es jugado por las negra.Cxe5
... Df6 4.d4 d6 5.Cc4 fxe4 6.Ce3
... Cc6